# George Beckwith
Pour les articles homonymes, voir Beckwith.
George Beckwith est un général britannique. Né en 1753, il est mort le 20 mars 1823 à Londres.

## Biographie
Issu d'une famille de militaires, il entre dans l'armée britannique en 1771 comme enseigne au 37e régiment d'infanterie. Il sert ensuite comme officier en Amérique du Nord durant la Guerre d'indépendance des États-Unis (1775-1783). Il est chargé par lord Dorchester d'une mission de renseignements aux États-Unis entre 1787 et 1791.
Gouverneur des Bermudes (1798-1803), de Saint-Vincent (1804), puis de la Barbade en 1808, il est chargé à cette date, en tant que lieutenant-général et commandant des forces britanniques des Antilles, de s'emparer des colonies françaises de cette région durant les guerres napoléoniennes. Marie-Galante et les Saintes ayant déjà été conquises en 1808, la Martinique tombe en 1809 puis la Guadeloupe et Saint-Martin en 1810.
Le 6 février 1810, le général Ernouf capitule et livre la Guadeloupe. Beckwith est nommé gouverneur le 23 février et sera rapidement remplacé à titre intérimaire par le major-général Hugh Carmichal.
Il est élevé au grade de général le 4 juin 1814. De 1816 à 1820, il commande les troupes en Irlande puis se retire de l'armée.

## Distinctions
- Chevalier grand-croix de l'Ordre du Bain, le 1er mai 1809, après sa conquête de la Martinique.